# Damien Ventula
Damien Ventula (* in Toulouse) ist ein französischer Cellist.
Ventula hatte den ersten Cellounterricht bei Lluís Claret in seiner Heimatstadt. Später studierte er bei Bernard Greenhouse und Laurence Lesser in Boston und bei Boris Pergamenschtschikow in Berlin. Er unterrichtete am Konservatorium von Versailles und leitete von 2013 bis 2017 eine Celloklasse an der Hochschule für Musik Hanns Eisler Berlin.
2003 wurde Ventula mit dem Titel Révélation classique de l'Adami geehrt, 2005 war er als Révélation soliste instrumental für einen Preis der Victoires de la Musique nominiert. Er nahm an zahlreichen europäischen Festivals teil und trat als Solist u. a. mit dem Orchestre de Chambre National de Toulouse unter Leitung von Gilles Colliard, dem Mannheimer Kammerorchester, der Gothaer Philharmonie und den Berliner Symphonikern auf. Mit dem Orchestre Colonne spielte er unter Leitung von Laurent Petitgirard das ihm gewidmete Cellokonzert von Charles Cheynes. 2020 gab er in Toulouse die Uraufführung des Cellokonzertes von Thierry Huillet.
Ventula war Mitbegründer und vier Jahre Mitglied des Cuarteto Arriaga, mit dem er u. a. in der Wigmore Hall, im Königlichen Palast in Madrid und im Gewandhaus in Leipzig auftrat. 2016 gründete er mit dem Geiger Atis Bankas und der Pianistin Constanze Beckmann das Potsdam Trio. Regelmäßiger Kammermusikpartner ist der Pianist Sam Haywood, daneben arbeitete Ventula auch mit Musikern wie Christian Zacharias, Raphael Oleg, Olivier Charlier, Denis Pascal, Thérèse Dussaut, Hartmut Rohde, Barbara Hendricks, Vladimir Mendelssohn, dem Talich-Quartett, Jean Mouillère, Michel Lethiec und Wolfgang Güttler zusammen. Auf seinem 2008 erschienenen Album Arc en cello spielt er Musik zeitgenössischer Komponisten aus Toulouse, mit Nicolas Bringuier nahm er 2016 Gabriel Faurés Werke für Klavier und Cello auf. Seit 2018 ist Ventula Solocellist des Insula Orchestra.

## Weblink
- Website von Damien Ventula